# 兹比格涅夫·古特
兹比格涅夫·古特（波蘭語：Zbigniew Gut，1949年4月17日—2010年3月27日），波兰男子足球运动员，司职后卫。他曾代表波兰国奥队参加1972年夏季奥林匹克运动会足球比赛，获得一枚金牌。